# Raid sur Bardia
Guerre du Désert de la Seconde Guerre mondiale
Batailles
Guerre du Désert
- Invasion de l'Égypte
- Compass (Fort Capuzzo
- Nibeiwa
- Sidi Barrani
- Bardia
- Tobrouk (1941)
- Mechili
- Beda Fomm)
- Koufra
- Siège de Giarabub
- Sonnenblume
- El Agheila (1941)
- Siège de Tobrouk (Raid sur Bardia
- Raid Twin Pimples)
- Skorpion
- Brevity
- Battleaxe
- Crusader (Flipper
- Bir el Gubi (novembre 1941)
- Point 175
- Bir el Gubi (décembre 1941))
- Fort Lamy
- Gazala (Bir Hakeim
- Tobrouk (1942))
- Mersa Matruh
- El Alamein (juillet 1942) (Raid sur l'aérodrome de Sidi Haneish)
- Alam el Halfa
- Agreement (Caravan)
- Bertram
- Braganza
- El Alamein (octobre 1942) (Avant-poste Snipe)
- El Agheila (1942)

Débarquement allié en Afrique du Nord
- Blackstone
- Casablanca
- Reservist
- Terminal
- Port Lyautey
- Brushwood

Campagne de Tunisie
- Course pour Tunis
- Ligne Mareth
- Sidi Bouzid
- Kasserine
- Sejnane
- Ochsenkopf
- Capri
- Ksar Ghilane
- Pugilist
- El Guettar
- Wadi Akarit
- Longstop Hill
- Hill 609
- Vulcan
- Flax
- Retribution
- Strike

Le raid sur Bardia est un débarquement amphibie dans la ville côtière de Bardia, en Afrique du Nord, mené par des commandos britanniques dans la nuit du 19 au 20 avril 1941 pendant la Seconde Guerre mondiale. Le raid a été mené par le commando n°7, également connu sous le nom de « A Battalion Layforce », en compagnie d'un petit détachement du Royal Tank Regiment soutenu par cinq navires de la marine et un sous-marin. Le raid, qui a détruit une batterie d'artillerie italienne et un dépôt d'approvisionnement, fut considéré comme un succès malgré la perte de 71 hommes. L'effet stratégique le plus durable du raid fut le détournement d'une brigade blindée allemande de la ligne de front pour assurer la sécurité de la zone arrière.

## Contexte
En janvier 1941, une force ad hoc de 2 000 commandos connue sous le nom de Layforce est envoyée de Grande-Bretagne pour participer à des opérations de raid en Méditerranée. Sous le commandement du colonel Robert Laycock, la force comprenait le commando n°7, le commando n°8 (gardes), le commando n°11 (écossais), une troupe du commando n°3 et la section Folbot. À leur arrivée en Égypte en mars 1941, la force a été renforcée par la fusion du commando n°50 et du commando n°52. Pour éviter que les puissances de l'Axe ne se rendent compte d'un quelconque déploiement, les commandos 7, 8, 11 et 50/52 ont été camouflés en « bataillons Layforce A, B, C et D »,.

## Prélude

### OpérationSonnenblume
Au début de 1941, après la grande victoire britannique et du Commonwealth en Cyrénaïque, la position militaire fut bientôt inversée. Wavell commanda une partie importante du XIIIe corps d'O'Connor en Grèce dans le cadre de l'opération Lustre lors de la bataille de Grèce. Adolf Hitler répondit à la débâcle italienne en ordonnant l'opération Sonnenblume, le déploiement de l'Afrika Korps nouvellement formé en renfort aux Italiens, pour empêcher l'effondrement total. L'Afrikakorps disposait de troupes fraîches avec un meilleur équipement (notamment des chars) et d'un commandant charismatique. Lorsque Rommel arriva en Afrique du Nord, avec six divisions italiennes qui comprenaient les Trento et Ariete, ses ordres étaient de rester sur la défensive,.
Lors de la première offensive italo-allemande, la force de l'Axe attaqua en vainquant les Britanniques à El-Agheila le 24 mars, exploita le succès et, le 15 avril, repoussa les Britanniques jusqu'à la frontière à Sollum et assiégea Tobrouk. Le nouveau commandant du XIIIe corps, le lieutenant-général Philip Neame (en), O'Connor et le major-général Michael Gambier-Parry, commandant de la 2e division blindée, sont capturés. Le QG de la Western Desert Force prit le relais du lieutenant-général Noel Beresford-Peirse, qui fut rappelé d'Afrique de l'Est. Un groupe-brigade blindé de la 2e division blindée avait été utilisé pour fournir des forces pour la campagne grecque et le reste de la division en Cyrénaïque avait cessé d'exister. Plusieurs tentatives furent menées de la part forces de l'Axe pour s'emparer de Tobrouk mais celles-ci échouèrent, et une ligne de front fut formée à la frontière égyptienne. En avril 1941, les plans de déploiement de la Layforce furent modifiés ; leur première opération sera un raid sur la ville de Bardia.

## Raid

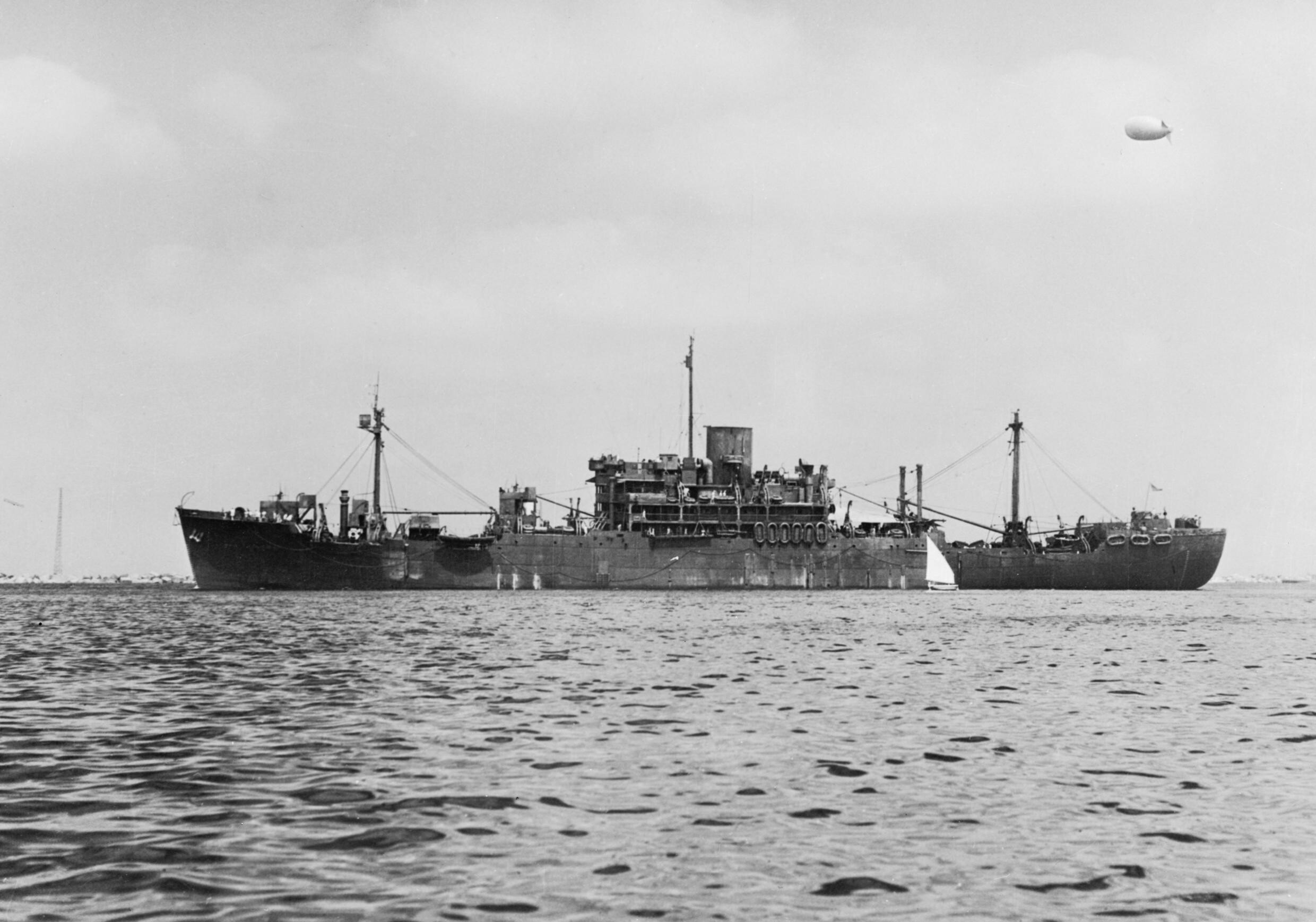
Le HMS Glengyle.

Le raid de Bardia est prévu dans la nuit du 19 au 20 avril par le bataillon A, pour perturber les lignes de communication de l'Axe et infliger le plus de dégâts possible aux installations et à l'équipement. Le plan prévoyait le débarquement simultané d'un bataillon A et d'une troupe de chars du Royal Tank Regiment sur quatre plages par les Landing Craft Assault (LCA). La force de débarquement serait transportée dans la zone par le HMS Glengyle, escorté par le croiseur anti-aérien HMS Coventry et les destroyers HMAS Stuart, Voyager et Waterhen. À l'arrivée des transports au large de Bardia, un LCA eut un problème mécanique (la porte ne s'abaissa pas), tandis que d'autres rencontrèrent des difficultés similaires. S'attendant à voir des lumières pour les guider à l'approche des plages, la section Folbot devant effectuer cette tâche avait été retardée en transit lorsque des tirs amis provoquèrent la submersion du sous-marin les transportant — HMS Triumph — nécessitant une manœuvre d'évitement.
La principale force de débarquement retardée fut débarquée sur les mauvaises plages. Cependant, tous les débarquements se déroulèrent sans opposition et les commandos se dirigèrent vers l'intérieur des terres pour localiser et détruire les objectifs qui leur avaient été assignés. Bardia s'avéra inoccupé par les forces italiennes ou allemandes, et des renseignements erronés avant la mission firent échouer certains objectifs, certains n'étaient pas là où ils étaient censés être, ou n'existaient même pas. Les commandos réussirent cependant à trouver et détruire un dépôt de ravitaillement italien et une batterie d'artillerie côtière italienne avant de retourner à leurs LCA en attente de rembarquement. Un seul officier commando mourut pendant la mission, tué par un tir ami d'un collègue en sur-alerte, tandis que 70 autres furent faits prisonniers de guerre après s'être perdus et retrouvés sur la mauvaise plage d'évacuation.

## Conséquences

### Analyse
Malgré les résultats limités et la perte de 70 hommes, le raid sur Bardia eut un effet stratégique considérable. Les Allemands détournèrent la plus grande partie d'une brigade blindée de Sollum en la déployant pendant un certain temps pour garder les zones arrière alors que celle-ci commençait à exercer une forte pression sur la Western Desert Force. La Layforce eut moins de chance - au lieu d'être utilisé comme une unité de raid commando - elle fut déployée en tant qu'infanterie simple, rôle pour lequel elle n'était ni équipée ni entraînée. En tant que l'une des rares forces de réserve disponibles, ils furent envoyés pour participer à la bataille de Crète ; combattant à l'arrière-garde, ils perdirent 600 hommes avant d'être évacués. Le bataillon Layforce C rejoignit quant à lui le Liban, où il perdit plus de 120 hommes au cours de la bataille du fleuve Litani. La fuite constante de main-d'œuvre sans un système de remplacement des régiments normaux de l'armée britannique mena la Layforce à sa dissolution en juillet 1941.

### Commémoration
L'auteur Evelyn Waugh — qui participa au raid — cita dans un article écrit par lui-même pour Life Magazine en novembre 1941, que les Allemands « envoyèrent un fort détachement de chars et de voitures blindées pour repousser l'invasion imaginaire ». Dans son journal publié en 1976, une image très différente émergea de l'exécution incompétente par les commandos, ne rencontrant pratiquement aucune opposition.